# Fallicambarus byersi
Fallicambarus byersi är en kräftdjursart som först beskrevs av Hobbs 1941.  Fallicambarus byersi ingår i släktet Fallicambarus och familjen Cambaridae. IUCN kategoriserar arten globalt som livskraftig. Inga underarter finns listade i Catalogue of Life.